# Schnelsen
Schnelsen o (alemany) Snelsen (baix alemany) és un nucli del bezirk d'Eimsbüttel de l'estat d'Hamburg a Alemanya. El 2011 tenia 27.569 habitants.
El barri se situa al nord de la ciutat, al ponent i al nord limita amb Slesvig-Holstein, al llevant amb Eidelstedt al migdia amb Niendorf (Hamburg). En una versió antiga del nom Snelsing hom troba un patronímic Snel i el sufix ing que significa establiment. Als aiguamolls del poble neixen uns petits rierols: el Kollau, el Vielohgraben, el Dübwischgraben i el Röthmoorgraben tots de la conca del Tarpenbek. Al quarter de Burgwedel el Mühlenau de la conca del Pinnau fa la frontera amb Slesvig-Holstein.
El primer esment oficial data el 1347 Senelse tot i que hi ha mencions anteriors. El petit poble rural a Holstein incloïa també la vegueria de Burgwedel. Al segle xvii hi havia 14 masos. A la reforma agrària del 1789 n'hi havia 36. La part elevat al geest era contornat d'aigua. El terra, al geest sec i sorrós, envoltat d'aiguamolls era poc fèrtil. A les aiguamolls s'explotava la torba. Fins al 1640 pertanyia al comtat de Pinneberg.
Al segle xix, sota el regne danès van construir-se dues carreteres majors del Districte d'Altona cap a Kiel i cap a Oldesloe i Lübeck el que va desenclavar el poble. Els pagesos van començar a parcel·lar els seus terrenys, i així a poc a poc el poble va urbanitzar-se. Parcel·lar raportava més que el conreu ardu de les terres infèrtils. El 1867, després de la Guerra dels Ducats passà de Dinamarca a Prússia. El 1927 es va fusionar amb Niendorf (Hamburg) i Lokstedt per tal d'evitar una absorció per la llavors ciutat independent d'Altona. No va ajudar molt, com que deu anys més tard, el 1937, després de la llei de l'àrea metropolitana d'Hamburg tots van passar a la ciutat hanseàtica.
Va transformar-se en un barri residencial amb poques activitats econòmiques excepte els serveis de proximitat. L'agricultura va desaparèixer completament. Unes quantes masies van quedar com a testimoni d'un passat rural, però els seus camps van ser urbanitzats. El 1949 Werner Otto hi va crear la companyia Otto Versand, una societat de venda per catàleg que va esdevenir un grup multinacional, tercer al nivell mundial. El 1960 va transferir-se a Bramfeld.

## Llocs d'interès
- El molí de Schnelsen
- El monument als nens de l'Escola del Bullenhuser Damm al quarter de Burgwedel, dels quals els carrers porten el noms dels vint nens massacrats durant un dels crims de la fase final més atroços del nazisme el 1945
- L'estació a la línia Altona-Kaltenkirchen-Neumünster
- Les masies Bornkasthof, Sassenhof i Gut Wendlohe
- El Centre de la Moda

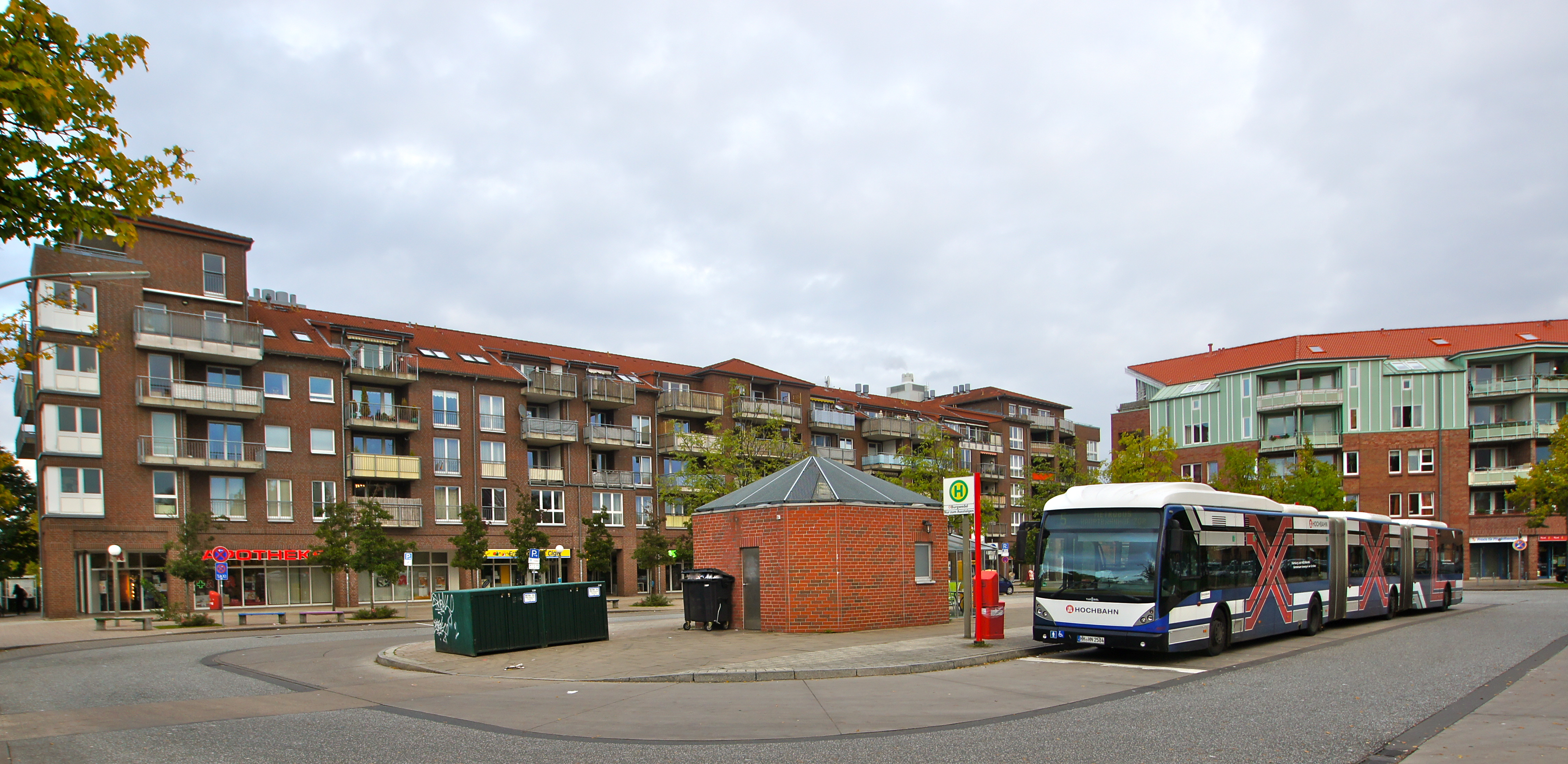
Plaça Roman Zeller a Burgwedel
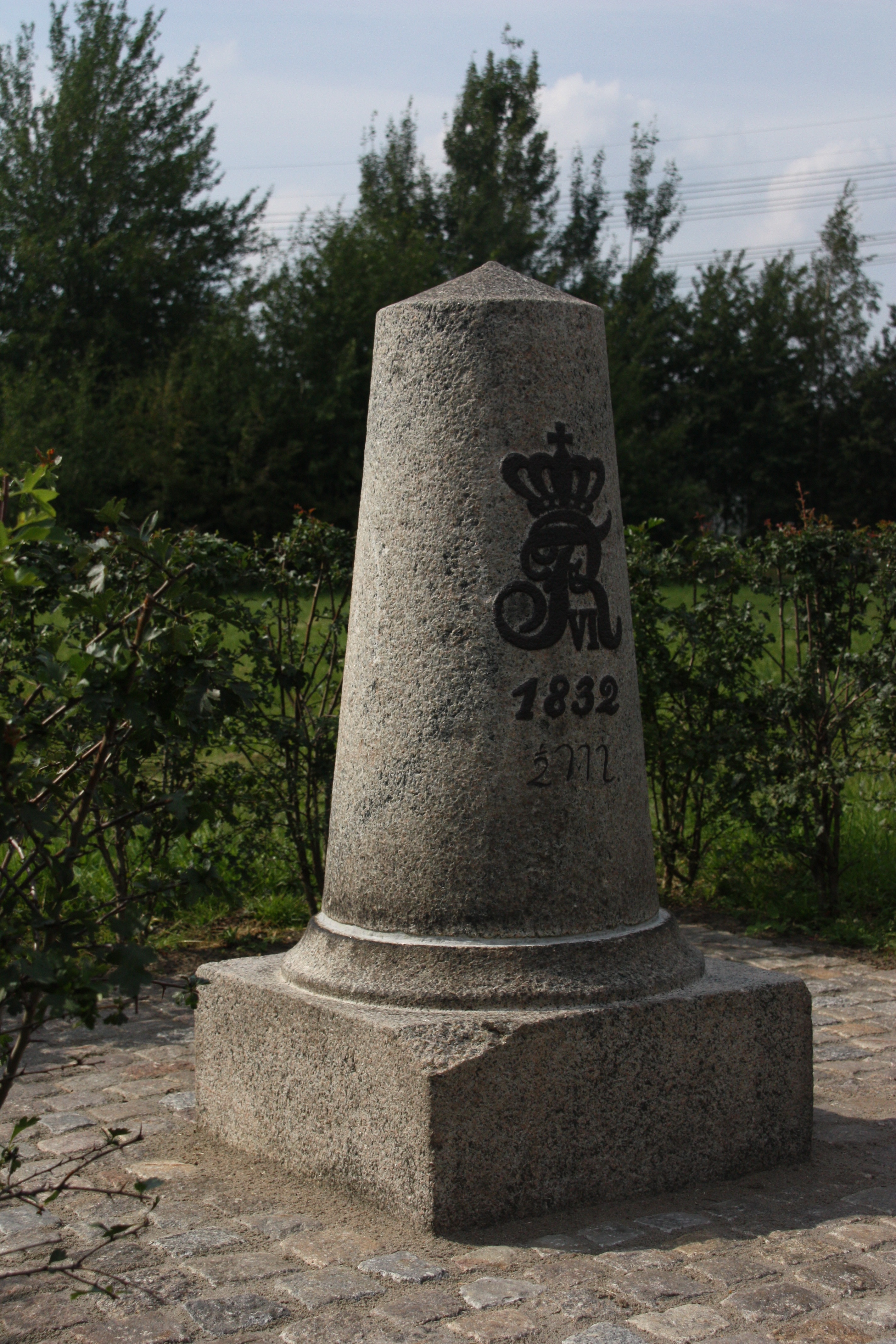
Antic molló de mitja milla danesa
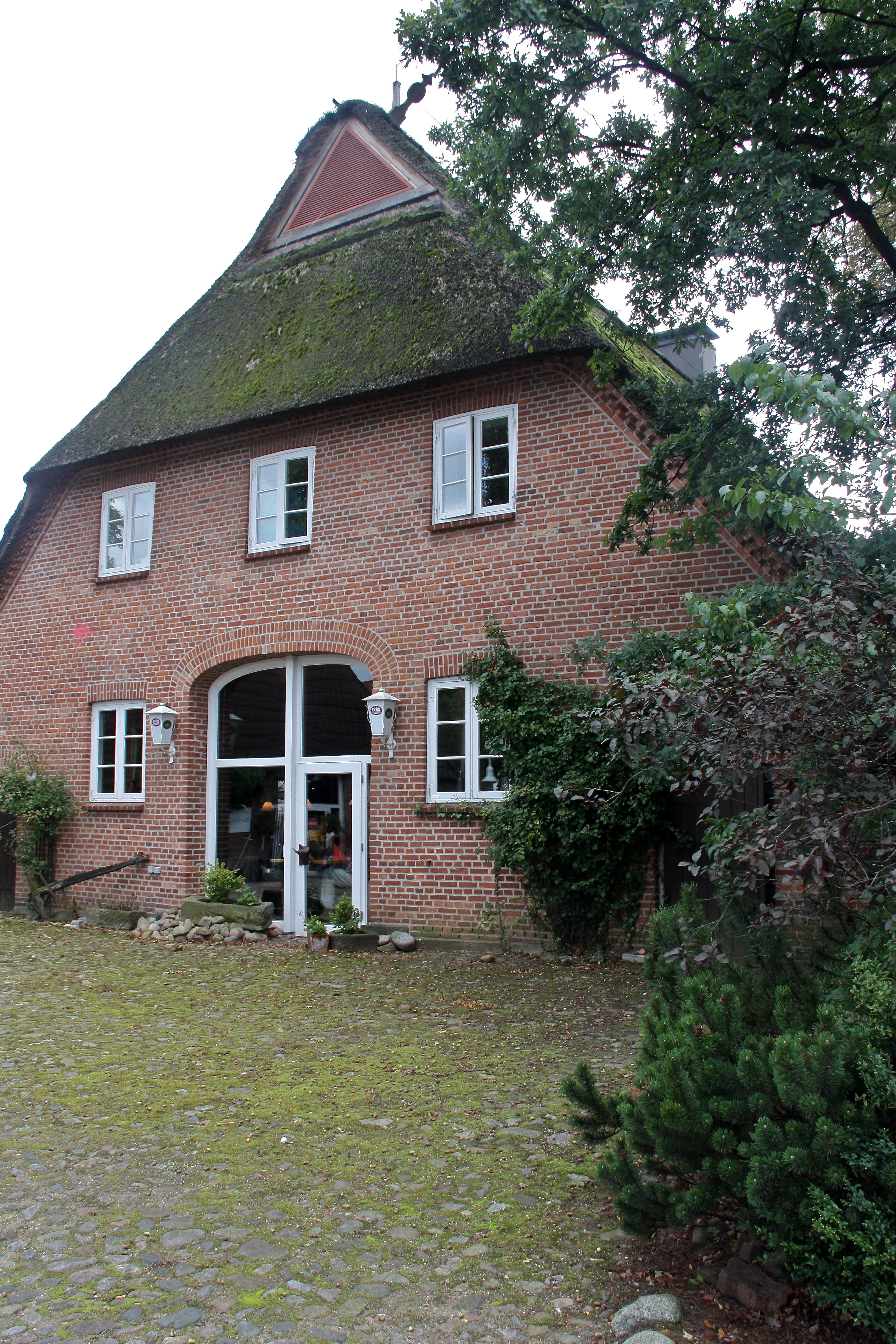
La masia Bornkasthof
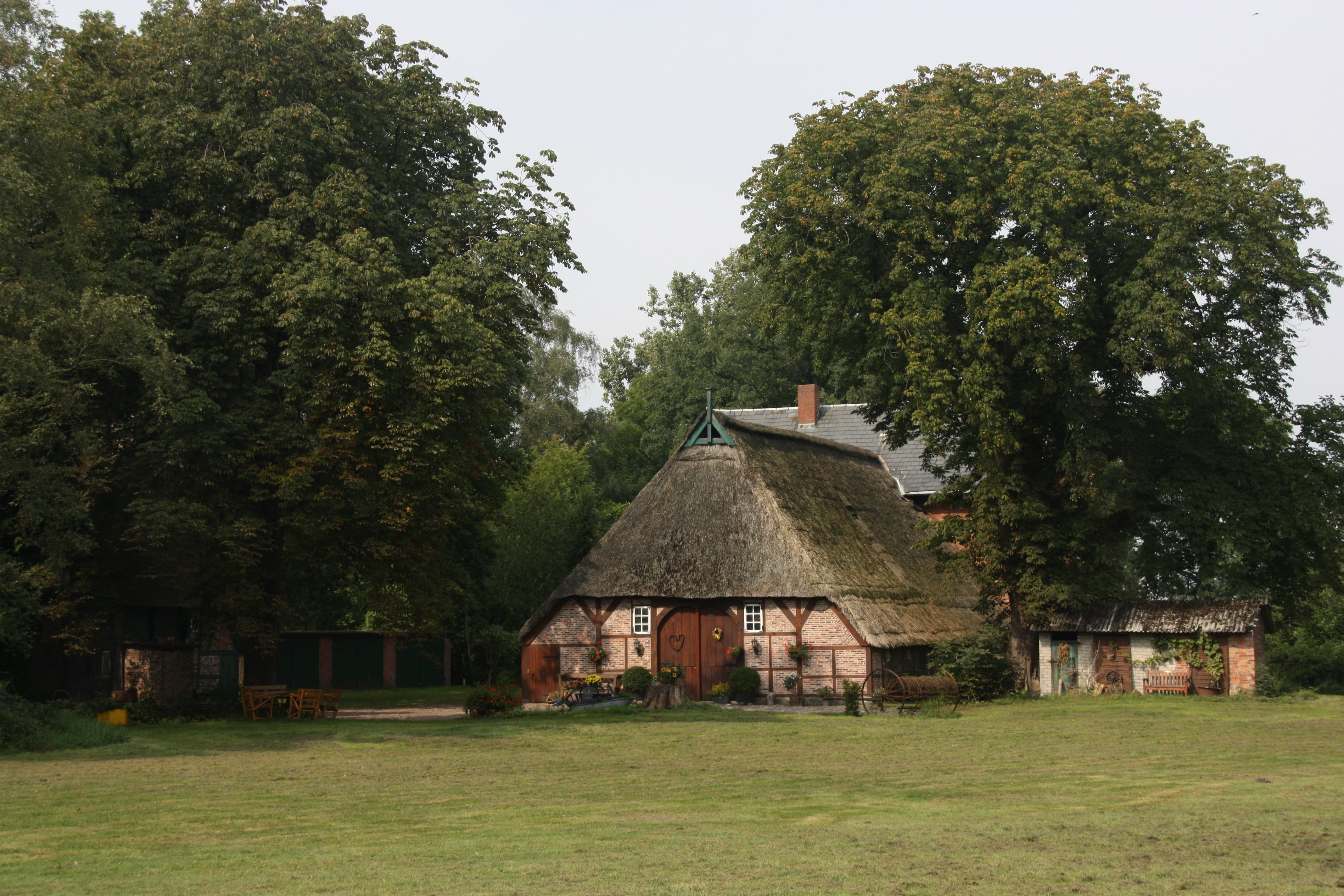
La masia Sassenhof